# IC 3533
IC 3533 је спирална галаксија у сазвјежђу Береникина коса која се налази на листи објеката дубоког неба у Индекс каталогу.
Деклинација објекта је + 25° 46' 49" а ректасцензија 12h 35m 1,2s. Привидна величина (магнитуда) објекта IC 3533 износи 15,0 а фотографска магнитуда 15,8. IC 3533 је још познат и под ознакама MK 774, CGCG 129-7, KARA 537, KUG 1232+260, NPM1G +26.0284, PGC 41891.